# Žleza z notranjim izločanjem
Žleza z notranjim izločanjem ali endokrina žleza (žargonsko tudi notranjica ali endokrinka) je žleza, ki svoje izločke izloča neposredno v kri, mezgo ali določeno tkivo. Vsi hormoni se izločajo na ta način, vendar žleze z notranjim izločanjem ne proizvajajo in izločajo le hormonov (na primer med jetrne izločke sodijo tudi plazemske beljakovine). 
Med žleze z notranjim izločanjem spadajo:
- ščitnica,
- obščitnice,
- priželjc,
- možganski privesek,
- češerika,
- nadledvičnica.

Tudi Leydigove celice v modih (izločajo testosteron), rumeno telesce jajčnikov (izloča progesteron, estrogene) ter Langerhansovi otočki v trebušni slinavki (izločajo insulin, glukagon, gastrin, somatostatin in pankreasni polipeptid).
Endokrine žleze delimo v tri skupine: 
- žleze, ki urejajo presnovo (ščitnica, obščitnice, nadledvičnice, trebušna slinavka),
- žleze, ki urejajo rast in razvoj (priželjc, češerika, spolne žleze) in
- možganski privesek ali hipofiza.

## Hormoni endokrinih žlez
| Žleza             | Hormoni                                |
| ----------------- | -------------------------------------- |
| Ščitnica          | tiroksin, kalcitonin                   |
| Obščitnice        | parathormon                            |
| Nadledvični žlezi | kortikoidi, adrenalin, noradrenalin    |
| Trebušna slinavka | inzulin, glukagon                      |
| Priželjc          | timozin                                |
| Češerika          | melatonin                              |
| Jajčnika          | estrogen, progesteron                  |
| Moda              | testosteron                            |
| Adenohipofiza     | rastni hormon, TSH, ACTH, FSH, LTH, LH |
| Nevrohipofiza     | oksitocin, vazopresin                  |